# Mireille Radiguet
Pour les articles homonymes, voir Radiguet.
Mireille Radiguet, née le 2 novembre 1904 et morte le 1er novembre 1974, est une comptable, résistante et Juste parmi les nations.

## Biographie
Elle naît le 2 novembre 1904, son nom de naissance est Foulon.

### Seconde Guerre mondiale
Radiguet travaille comme comptable pour une famille juive parisienne, les Schustermann. Elle les aide alors tout au long de l'Occupation, protégeant les enfants de la famille à plusieurs reprises en les dissimulant comme étant les siens; elle essaie aussi d'intervenir pour sauver les membres de la famille qu'elle sait être internés. Elle fait scolariser l'un des enfants de la famille dans une école privée catholique et le traite comme le sien pour éviter qu'il ne soit pris.